# Dubovany
Dubovany es un municipio del distrito de Piešťany en la región de Trnava, Eslovaquia, con una población estimada a final del año 2024 de 1107 habitantes.
Se encuentra ubicado en el centro-este de la región, cerca del río Váh (cuenca hidrográfica del Danubio) y de la región de Nitra.

## Demografía
| Año        | 1994 | 2004    | 2014    | 2024     |
| ---------- | ---- | ------- | ------- | -------- |
| Población  | 871  | 935     | 1004    | 1107     |
| Diferencia |      | +7,34 % | +7,37 % | +10,25 % |

| Año        | 2023 | 2024    |
| ---------- | ---- | ------- |
| Población  | 1088 | 1107    |
| Diferencia |      | +1,74 % |